# Juan Tagle
Juan Tagle Quiroz (Santiago, Chile, 24 de noviembre de 1967) es un abogado chileno, presidente del directorio de la sociedad anónima Cruzados, concesionaria que administra el club Universidad Católica, desde el año 2016.

## Biografía
Nació como el octavo hijo del matrimonio conformado por María Cristina Quiroz Martin, hija de Arturo Quiroz, otrora gerente general del Banco de Chile, y el abogado Guillermo Tagle Castillo, quien trabajara por cuarenta años en la entidad financiera, llegando a ser su vicepresidente.
Tiene ocho hermanos, entre los que destacan Guillermo Tagle, economista y académico, y Arturo Tagle, expresidente del BancoEstado. 
Estudió en el Colegio del Verbo Divino y es abogado de la Pontificia Universidad Católica de Chile, de donde egresó en 1990. Durante 1991 trabajó en el Ministerio Secretaría General de la Presidencia de Chile. Desde 1994 hasta 1996 fue socio del Estudio Tagle, Cifuentes & Cía., luego se fue a Estados Unidos a realizar estudios de posgrado en la Universidad de Chicago (LLM, 1997).
Trabajó en Milbank, Tweed, Hadley & McCloy, Nueva York, 1997-1998, donde le tocó participar en diversas operaciones de mercado de capitales y M&A de empresas latinoamericanas.
Desde 2005 es socio del estudio de abogados Prieto.

## Presidencia de Cruzados
Tagle fue escogido presidente de Cruzados SADP en 2016, para hacerse cargo de los intereses económicos y financieros de la rama de fútbol del Club Deportivo Universidad Católica. Fue reelecto por votación unánime en abril de 2019 para que esté a cargo de la presidencia por un nuevo periodo de dos años. En abril de 2021, cuando su período culminaba fue nuevamente ratificado por la Junta de Accionistas de Cruzados SADP como presidente de la sociedad, junto con ello se anunció un aumento de capital para la remodelación del estadio San Carlos de Apoquindo. En dicha Junta se alabó los méritos de Tagle en conseguir la década más ganadora del club y el inédito tetracampeonato conseguido durante su período, junto con ello el haber superado en ingresos a sus clásicos rivales Colo-Colo y Universidad de Chile.
Tras el ingreso de capital a Cruzados para la modernización del estadio por parte de accionistas del club, y el aumento de ellos, en junio Cruzados se vio obligado a realizar una junta extraordinaria de accionistas, esto porque más del 10% de participantes solicitaron revocar el directorio. En dicha reunión se volvió a ratificar a Tagle como presidente de la empresa.
Durante su presidencia, el Club Deportivo Universidad Católica ha conseguido 6 títulos de Primera División: Clausura 2016, Apertura 2016, 2018, 2019, 2020 y 2021 y 4 Supercopa de Chile: 2016, 2019, 2020 y 2021,  alcanzando la institución un total de 29 títulos oficiales, que les permitió superar en títulos a la Universidad de Chile, que se quedó a 2021 con 27 celebraciones.